# Dylan McGowan
Dylan John McGowan (Adelaide, 6 de agosto de 1991) é um futebolista profissional australiano, que atua como defensor.

## Carreira

### Hearts
Dylan McGowan se profissionalizou no Heart of Midlothian em 2010.

## Seleção
Dylan McGowan integrou a Seleção Australiana de Futebol na Copa das Confederações de 2017.

## Títulos
Adelaide United
- FFA Cup: 2014
- A-League Championship: 2015–16
- A-League Premiership: 2015–16